# Kip Carpenter
Kip Carpenter, född den 30 april 1979 i Kalamazoo, Michigan, är en amerikansk skridskoåkare.
Han tog OS-brons på herrarnas 500 meter i samband med de olympiska skridskotävlingarna 2002 i Salt Lake City.